# 6708 Боббівейл
6708 Боббівейл (6708 Bobbievaile) — астероїд головного поясу. Відкритий 4 січня 1989 року Робертом Макнотом. Названий на честь Роберти («Боббі») Вейл — австралійського астрофізика і викладачки Університету Західного Сіднея.
Тіссеранів параметр щодо Юпітера — 3,447.